# Communes de la wilaya de Béni Abbès
Pour les autres communes, voir Liste des communes d'Algérie.
Liste des communes de la wilaya algérienne de Béni Abbès créée en 2019 par ordre alphabétique :
1. Béni Abbès
2. Oulad khodeir
3. Timoudi
4. Beni Ikhlef
5. Igli
6. Tabelbala
7. El Ouata
8. Kerzaz
9. Ksabi
10. Tamtert